# HMS Black Prince (81)
«Блек Прінс» (81) (англ. HMS Black Prince (81) — військовий корабель, легкий крейсер типу «Дідо» Королівського військово-морського флоту Великої Британії за часів Другої світової війни.

## Конструкція
«Блек Прінс» належав до категорії крейсерів типу «Удосконалений Дідо» або «Беллона», що мали мало відмінностей від вихідного проекту. Крім заміни третьої башти («Q») на третю багатоствольну зенітну установку «пом-пом», вони відрізнялися новою конструкцією ходової рубки і містка, вертикальними трубами і щоглами без нахилу. Завдяки зменшенню «верхнього» ваги, конструктори суттєво посилили захист льохів і містків додатковою 19-мм бронею. Хоча водотоннажність при цьому дещо зросла, на відміну від попередників, «Блек Прінс» не відчував проблем з мореплавством під час служби в північних широтах.
Однак, ключовою відмінністю кораблів від вихідного проекту стало те, що головним калібром крейсеру стали вісім 133-мм гармат Mk.I у чотирьох нових двогарматних баштах RP10 Mark II. Боєзапас становив 340 пострілів на ствол, двох типів снарядів — напівбронебійні для надводних цілей та фугасні для повітряних. Ці гармати забезпечували 36,3-кг снаряду дальність стрільби до 22 000 м і досяжність по висоті 14 900 метрів. Вони мали велику швидкість наведення — по 20 °/с у вертикальній і горизонтальній площинах наведення.

## Служба
30 листопада 1943 року легкий крейсер «Блек Прінс» прибув до Скапа-Флоу, де увійшов до строю 10-ї ескадри крейсерів британського флоту Метрополії. Однак, вже у грудні переведений до Плімуту, де був включений до сил Південно-Західних підходів. Головним завданням корабля було перехоплення ворожих надводних та підводних сил на цьому напрямку та забезпечення охорони кораблів і суден, що наближались до Англії.
У лютому 1944 року корабель повернувся до Скапа-Флоу, де незабаром він увійшов до складу сил супроводу арктичного конвою JW 57, на чолі з ескортним авіаносцем «Чейсер».
Весною 1944 року корабель повернувся до південної Англії, де діяв у зоні Ла-Маншу та навколишніх водах. Головним завданням «Блек Прінс» став захист прибережних комунікацій між Британськими островами та зоною висадки морського десанту від нападів німецьких підводних човнів, міноносних сил та швидкісних катерів.
25—26 квітня група кораблів на чолі з крейсером «Блек Прінс» мала сутичку поблизу бретонського острова Іль-де-Ба проти німецьких міноносців T24, T27 і T29. У ході бойового зіткнення німецький міноносець T29 був потоплений, а «Ашанті» й «Гурон» отримали пошкоджень у наслідок зіткнення між собою.
У травні 1944 року крейсер включений до ударного угруповання «U» Західної оперативної групи британського флоту, що готувалась до вторгнення у північну Францію. 31 числа прибув до Клайда, де разом з американськими кораблями — лінкором «Невада», крейсерами «Квінсі», «Тускалуса», британськими крейсерами «Гокінс» та «Ентерпрайз» і монітором «Еребус» готувався до початку вторгнення. З ранку 6 червня проводив артилерійську підготовку висадки морського десанту на узбережжя Нормандії на плацдарм «Юта».
У серпні корабель перевели до Середземноморського флоту на підтримку висадки союзного десанту на півдні Франції. А у вересні 1944 р. «Блек Прінс» змагався з німецьким флотом в акваторії Егейського моря. 8 вересня 1944 року він прибув до Александрії, звідкіля здійснив перехід до острова Скарпанто і затоки Термаїкос на вході до морського порту Салоник, де забезпечував прикриття діям союзних наземних сил і грецьких повстанців.
21 листопада 1944, корабель вийшов Суецьким каналом до Червоного моря і далі до Індійського океану. 30 числа він прибув до Цейлону, де приєднався до Тихоокеанського флоту Британії. У складі оперативної групи флоту під командуванням адмірала Ф. Віана крейсер взяв участь у масштабній операції «Аутфланк», яка поділялась на низку операцій, метою яких було завдавання ударів авіаносним угрупованням британського флоту по японських нафтових об'єктах на Суматрі і в Малайї.
20 грудня 1944 року британська оперативна група діяла в рамках операції «Робсон», завдавши повітряних ударів по комплексу нафтоочисних споруд у Пангкалан Брандант на Суматрі. 4 січня 1945 року британський флот вдруге провів рейд під кодовою назвою операція «Лентіл» із завдання чергового повітряного удару по нафтових інсталяціях у Пангкалан Брандан.
24 січня 1945 року британці провели черговий наліт у ході операції «Меридіан» на об'єкти нафтової промисловості в Палембанг.
У лютому крейсер прибув до Сіднея, де увійшов до об'єднаної британсько-американської оперативної групи, що складалась з кораблів американського 5-го флоту й Тихоокеанського флоту Великої Британії. 20 березня 1945 року 57-ма оперативна група флоту, куди був включений крейсер «Блек Прінс», прибула на атол Улічі, звідки кораблі вийшли у напрямку Окінави для проведення операції «Айсберг».
Протягом квітня-травня 1945 року 57-ма оперативна група британського флоту забезпечувала з моря висадку морського десанту, вела артилерійський вогонь по укріплених позиціях японців на Окінаві, відбивала спроби імперської японської авіації атакувати з повітря союзні війська.
У подальшому крейсер увійшов до сил, що готувались до проведення операції «Олімпік» (яка згодом перейменована на операцію «Даунфол») — план масштабного вторгнення союзних військ на Японські острови. Проте, завдяки капітуляції Японської імперії, морська десантна операція була скасована й корабель взяв участь у визволенні від японських військ Гонконгу.
Після завершення війни, «Блек Прінс» залишався на Тихому океані. 25 травня 1946 року Британія передала корабель до складу Королівського новозеландського флоту. У квітні 1947 року матроси крейсера взяли активну участь у повстаннях на флоті Нової Зеландії. Продовжував службу в лавах Королівського флоту, був у резерві, доки у березні 1962 року не був проданий японській кампанії Mitsui Group на разбраковку та брухт.